# Історія економіки Норвегії

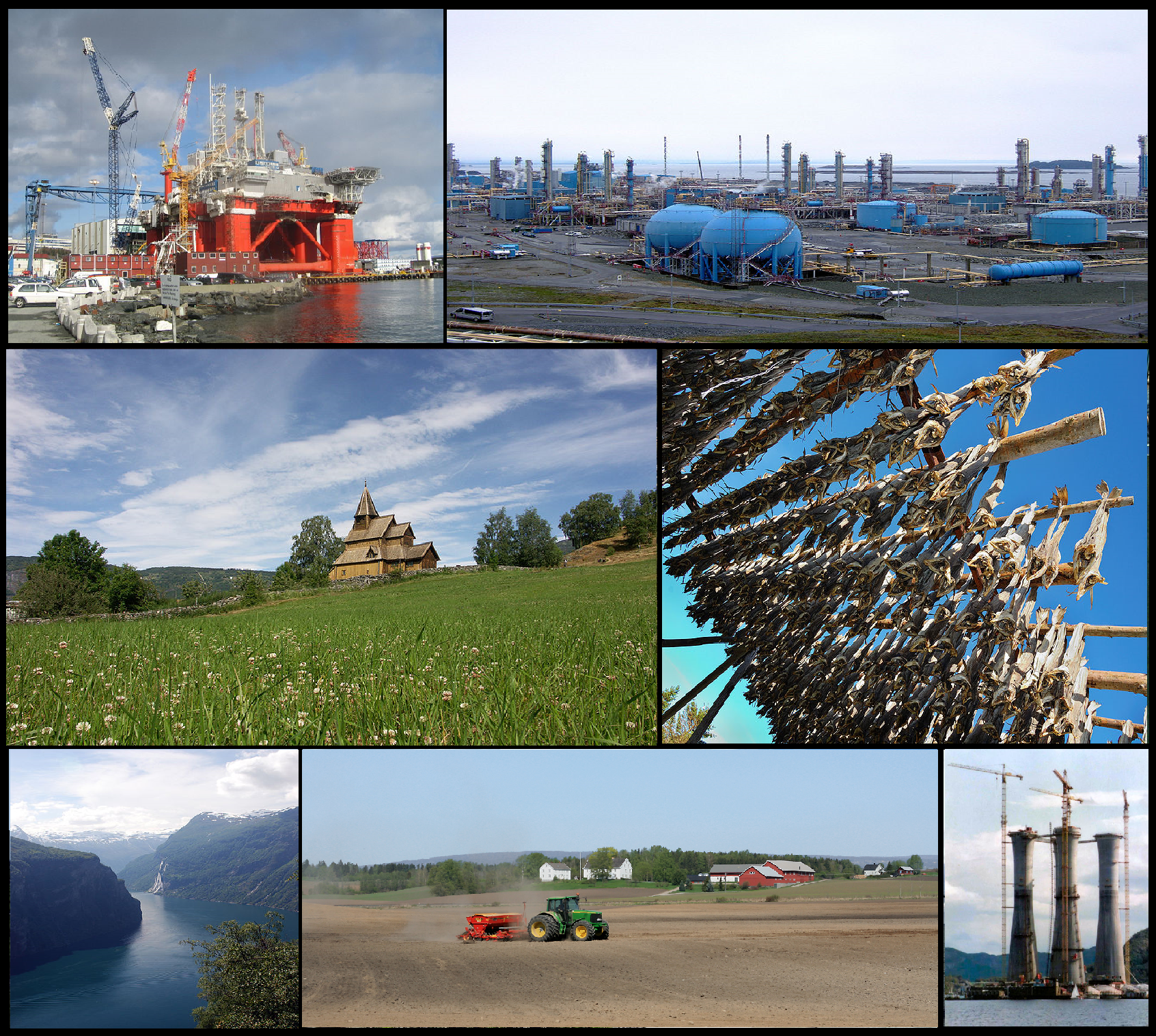

Економі́чна істо́рія Норвегії — починається з періоду заселення її нинішньої території першими поселенцями.

## XIX століття

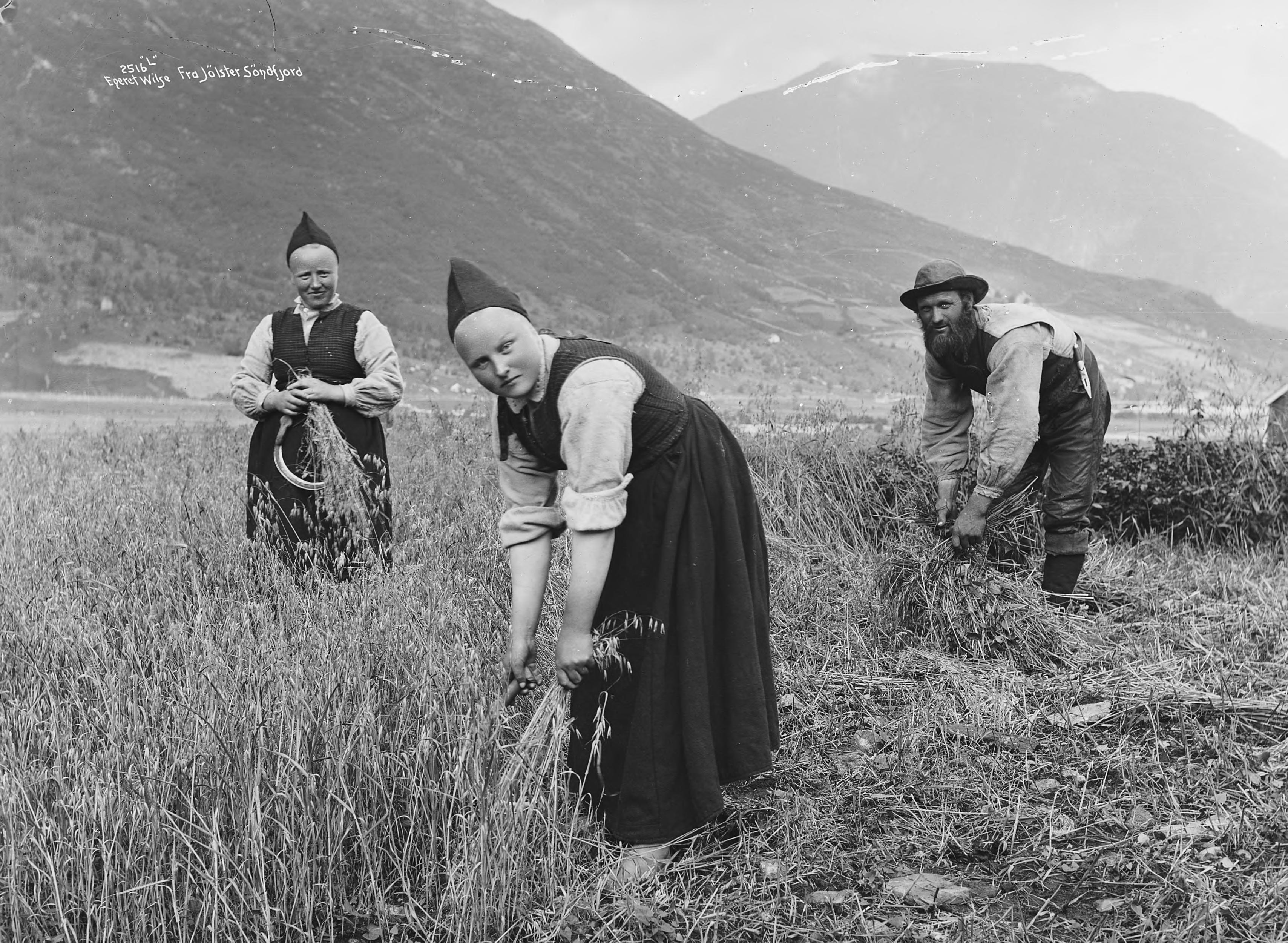
Норвезькі женці.1880-90 рр.

До кін. XIX ст. Норвегія була периферійною країною, орієнтованою на Велику Британію як на основного торгового партнера і спеціалізувалася у вилові та експорті риби і морських перевезеннях, — у Норвегії на початку ХХ ст. був 3-й за величиною морський вантажний флот. Паралельно для внутрішніх потреб розвивалася промисловість — від кораблебудування до виробництва деревообробного обладнання, в тому числі виробництво агрегатів на паровій тязі.
Економічна історія Норвегії в XIX ст. почалася з кризи, що наступила після завершення наполеонівських воєн та пов'язана з обмеженням експорту лісу у Велику Британію (британський уряд ввів пільгові тарифи для експорту лісових товарів з Канади). Експорт риби, другого за значенням експортного товару, постраждав менше, з 1820-х рр. промисел зв'язаний з оселедцем на західному узбережжі вступив в стадію активного розвитку.
З 1850-х рр. прискорився розвиток землеробства і тваринництва.
Будівництво залізниць (перша в 1854) поклало кінець ізоляції малих сіл та містечок і відкрило шлях для продажу сільськогосподарських продуктів. Найважливіший внесок у розвиток економіки Норвегії внесло торгове мореплавання (особливо в 1850-80-х рр.). Частка країни в світовому тоннажі торгових судів досягла 6,1 %, до кін. XIX ст. Активний розвиток торгівлі і флоту створили передумови для швидкого зростання провислості, починаючи з 1860-х рр.
Швидкий економічний розвиток в XIX ст. призвів до зниження ролі поміщиків і скасування дворянства (у 1821 р.). Окрім двох традиційних соціально-політичних сил (селянство і монарх), до кін. цього століття в країні посилилися позиції судновласників і підприємців.

## XX століття

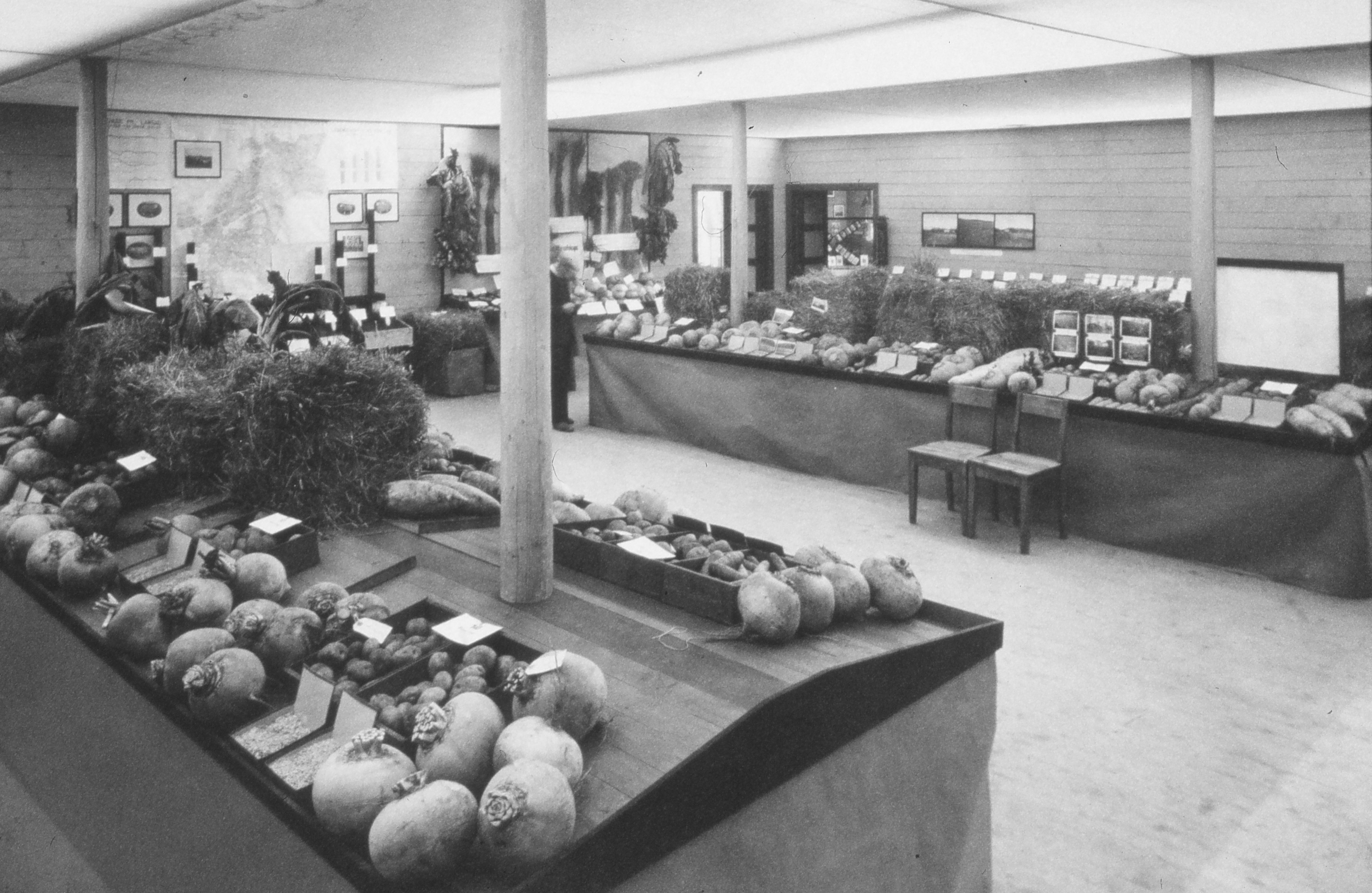
Сільськогосподарська виставка в 1930 р.

На поч. XX ст. економіка Норвегії продовжувала швидко розвиватися, велику роль в ній почала відігравати гідроенергетика.
До 1906 3/4 норвезьких гідроелектростанцій знаходилося в руках іноземців, що призвело до бурхливих дебатів в стортингу навколо законопроєкту про концесії для захисту власної промисловості. В 1909 р. законопроєкт був прийнятий.
Після початку Першої світової війни держави Антанти, майже повністю контролювали зовнішню торгівлю Норвегії, зобов'язали припинити експорт рибидо Німеччини, а також товарів стратегічного значення (пірит, мідь). В ході війни держава втратила бл. половини торгового флоту, постраждала від «підводної війни».
У 1915 році уряд Норвегії встановив 10-ти годинний робочий день, в 1919 — 48-ми годинний робочий тиждень.
У 1920-х рр. відбулось скорочення зовнішніх ринків і посилення конкуренції на них привели до виникнення безробіття в Норвегії (в 1927 — 20 %), збільшилася в період світової економічної кризи 1929-33 до 33 %.
У 1935 було сформовано уряд на чолі з Юханом Нюгорсволлом. Він здійснив реформу пенсійного і фабричного законодавства, ввів страхування по безробіттю, збільшило державні капіталовкладення. Це поліпшило економічну ситуацію, однак безробіття продовжувало залишатися на високому рівні (20 % в 1938).
Після початку Другої світової війни, в червні 1940 норвезький уряд емігрував до Лондона, звідки управляв торговим флотом, що обслуговував потреби союзників по антигітлерівській коаліції.
У 1941-45 рр. на територію країни нацистами були доставлені бл. 80-ти тис. радянських військовополонених для використання на будівельних роботах, бл. 14 тис. з них загинули.

## Після Другої світової війни
Післявоєнне економічне відновлення Норвегії відбувалось швидкими темпами. До 1949 р. торговий флот досяг рівня 1940, а індекси промислового виробництва і будівництва житла перевищили показники 1930-х рр.
У 1957 р. був прийнятий закон про загальну пенсію (вступив в дію в 1959).
В 1964 р. — новий Закон про соціальне благополуччя. Соціально-економічна ситуація в державі залишалася сприятливою: була забезпечена практично повна зайнятість населення, швидко зростав рівень життя.
У 1960 році Норвегія вступила в Європейську Асоціацію Вільної Торгівлі, але при цьому неохоче встановлювала більш тісні зв'язки з іншими країнами, здебільшого через побоювання, що не зможе зберегти дрібне сільське господарство і рибальство. Велика кількість норвежців заробляли на життя рибальством — воно забезпечувало й державі основний дохід.
З кін. 1960-х рр. завдяки інтенсивному освоєнню родовищ нафти і газу на норвезькому шельфі в Північному морі країна вийшла на одне з перших місць в світі по ряду економічних показників.